# Dolomedes eberhardarum
Dolomedes eberhardarum är en spindelart som beskrevs av Embrik Strand 1913. Dolomedes eberhardarum ingår i släktet Dolomedes och familjen vårdnätsspindlar.
Artens utbredningsområde är Victoria, Australien. Inga underarter finns listade i Catalogue of Life.